# Podagrica audisioi
Podagrica audisioi là một loài bọ cánh cứng trong họ Chrysomelidae. Loài này được Biondi miêu tả khoa học năm 1982.